# ألبرتو باولو
ألبرتو باولو (بالبرتغالية: Alberto Paulo‏) هو منافس ألعاب قوى برتغالي، ولد في 3 أكتوبر 1985.

## وصلات خارجية
- ألبرتو باولو على موقع الاتحاد الدولي لألعاب القوى (الإنجليزية)
- ألبرتو باولو على موقع الاتحاد الأوروبي لألعاب القوى (الإنجليزية)
- ألبرتو باولو على موقع أوليمبيديا (الإنجليزية)